# 君と別れて
『君と別れて』（きみとわかれて）は、1933年に公開された成瀬巳喜男原作・監督の日本のサイレント映画。

## プロット
菊江（吉川満子）は中年の芸者。
彼女の中学生の息子 義雄（磯野秋雄）は、彼女の職業を恥じており、不登校で非行に走っている。
義雄は菊江の後輩の照菊（水久保澄子）と関わり、母親への理解を深めようとしている。

## スタッフ
以下のスタッフ名はKINENOTEに従った。
- 監督 - 成瀬巳喜男
- 脚本 - 成瀬巳喜男
- 原作 - 成瀬巳喜男
- 撮影 - 猪飼助太郎

## キャスト
以下の出演者名と役名はallcinemaに従った。
- 吉川満子 - 芸者菊江
- 磯野秋雄 - その子義雄
- 水久保澄子 - 芸者照菊
- 河村黎吉 - 照菊の父
- 富士龍子 - 照菊の母
- 藤田陽子 - 照菊の妹
- 新井淳 - 菊江の旦那
- 飯田蝶子 - 芸者屋の女将
- 突貫小僧 - 照菊の弟
- 関口小太郎 - 不良少年
- 若宮満 - 不良少年
- 小藤田正一 - 学生
- 若水絹子 - 芸妓
- 若水照子 - 芸妓
- 藤田房子 - 芸妓
- 光川京子 - 芸妓
- 竹内良一 - 客
- 小林十九二 - 客
- 日守新一 - 客
- 江川宇礼雄 - 客

## 受賞歴
- 1933年度 第10回キネマ旬報日本映画ベスト・テン 『君と別れて』（成瀬巳喜男監督）[4]